# Wójtowskie Włóki
Wójtowskie Włóki – część miasta Augustów w województwie podlaskim. 1 stycznia 1958 włączona do Augustowa.

## Położenie
Wójtowskie Włóki położone są w północno-zachodniej części Augustowa przy drodze wojewódzkiej nr 664 (ul. Rajgrodzka) w pobliżu jeziora Necko oraz rzeczki Kamienny Bród (Kamionki). Sąsiadują z osadą leśną Topiłówka. Obok Wójtowskich Włók przebiega Obwodnica Augustowa.

## Historia
Nazwa Wójtowskie Włóki wywodzi się z XVI w., kiedy to dobre ziemie, położone korzystnie w pobliżu miasta stanowiły uposażenie wójta podlegające libertacji, organizującego miasto na prawie niemieckim.
Na terenie Wójtowskich Włók odkryto ślady pobytu ludzi z epoki neolitu. W 1893 w Wójtowskich Włókach istniały 4 domy zamieszkane przez 23 osoby. W 1954 Wójtowskie Włóki wyłączono z Augustowa, wcielając je do gromady Żarnowo. Wójtowskie Włóki wróciły do miasta 1 stycznia 1958 i występowały odtąd pod nazwami Rajgrodzka I i Rajgrodzka II. W latach 60. XX w. w Wójtowskich Włókach funkcjonowała niewielka szkoła podstawowa, a w latach 70. szkolny punkt filialny.